# HMAS Bendigo (FCPB 211)
Pour les articles homonymes, voir HMAS Bendigo.
Le HMAS Bendigo (FCPB 211) était un patrouilleur de classe Fremantle de la Royal Australian Navy (RAN).

## Conception et construction
À partir de la fin des années 1960, la planification d’une nouvelle classe de patrouilleurs pour remplacer la classe Attack a commencé, avec des conceptions visant à une meilleure tenue à la mer, un équipement et des armes plus modernes. Les navires de classe Fremantle avaient un déplacement de 220 tonnes à pleine charge, mesuraient 41,9 mètres de longueur hors tout, ils avaient une largeur de 7,39 mètres, et un tirant d'eau maximal de 1,75 mètre. Leur propulsion principale se composait de deux moteurs Diesel de la série MTU 538, qui fournissaient une puissance de 3200 chevaux (2400 kW) aux deux arbres d'hélice. L’échappement n’était pas expulsé par une cheminée, comme sur la plupart des navires, mais par des évents sous la ligne de flottaison. Les patrouilleurs pouvaient atteindre une vitesse maximale de 30 nœuds (56 km/h) et avaient une autonomie maximale de 5000 milles marins (9300 km) à 5 nœuds (9,3 km/h). L’équipage se composait de 22 personnes.
Chaque patrouilleur était armé d’un seul canon Bofors 40 mm L/60 monté à l’avant comme armement principal, complété par deux mitrailleuses Browning M2 de calibre .50 et un mortier de 81 mm,, mais le mortier a été retiré de tous les navires à la fin des années 1990. À l’origine, l’arme principale devait être constituée de deux canons de 30 mm sur un affût double, mais les Bofors reconditionnés ont été sélectionnés pour réduire les coûts. Des dispositions ont été prises pour installer un armement amélioré plus tard dans la carrière de la classe, mais cela ne s’est pas produit,.

## Carrière
Le HMAS Bendigo a été mis en chantier le 21 septembre 1981 par NQEA à Cairns, dans le Queensland. Il a été lancé le 9 avril 1983 et mis en service le 28 mai 1983.
Le HMAS Bendigo opéra à partir du HMAS Cairns et il passa la majeure partie de sa carrière à protéger les frontières nord de l’Australie.
Le 12 novembre 1998, le HMAS Bendigo s’est échoué sur des rochers submergés près de Michaelmas Cay, à 20 milles marins au nord de Cairns, alors qu’il transportait 45 passagers pour une croisière du jour des Familles. Il n’y a pas eu de victimes et seulement des dommages mineurs au patrouilleur, qui a été renfloué 35 minutes après l’échouement, avec l’aide d’un bateau de la Garde côtière australienne volontaire.
Le 16 juillet 1985, le HMAS Bendigo est devenu le premier patrouilleur à faire le tour de l’Australie.
Le 4 février 1986, à la suite du cyclone Winifred, le HMAS Bendigo et les patrouilleurs HMAS Ipswich, HMAS Dubbo (FCPB 214) et HMAS Cairns ont évalué les dégâts et ont porté assistance aux autorités civiles du nord de l’Australie.
Au cours de l’opération Gulf Storm, le HMAS Bendigo a intercepté et arraisonné le premier des 42 navires de pêche étrangers qui s’immisçaient dans les eaux australiennes, au large de la côte est de la Tasmanie. Cet exercice d’entraînement a été mené avec l’Australian Fisheries Service
Le HMAS Bendigo a été désarmé le 9 septembre 2006. Le patrouilleur a été démantelé à Darwin entre 2006 et 2007, pour un coût de 450 000 dollars pour le gouvernement australien